# Wasenmeisterei (Ingolstadt)
Die Wasenmeisterei ist ein ehemaliger Ortsteil der oberbayerischen Stadt Ingolstadt.

## Geschichte
Dort befand sich die zentrale Tierkörperbeseitigung des Bezirks, die wegen der Geruchsbelästigung und der Krankheitsgefahr direkt an der Donau flussabwärts, außerhalb des bewohnten Stadtgebietes im heutigen Ortsteil Monikaviertel angesiedelt war. Der Schinder, wie man ihn damals auch nannte, war auf große Mengen Wasser zur Reinigung angewiesen. Im bayerischen Urkataster aus den 1810er Jahren ist die Einöde als Schinder verzeichnet. Bei der Volkszählung von 1885 waren in der Einöde Wasenmeisterei noch fünf Einwohner nachgewiesen. Bei der Volkszählung vom 1. Dezember 1900 wurde Schinder nicht mehr als eigenständiger Ortsteil geführt. In den Kartenwerken sind bis in die späten 1970er Jahre dort noch drei Gebäude verzeichnet gewesen und waren mit Abdecker beschriftet. In den 1980er Jahren verschwand auch diese Bezeichnung aus den Karten und die Gebäude wurden abgerissen. Das ehemalige Gelände der Wasenmeisterei ist heute unbebaut und dient der Naherholung. Nur die Straßenbezeichnung Unterer Schinderschüttweg erinnert dort noch an das damalige Gewerk.